# Новоалександровский сельский совет (Кременский район)
Новоалександровский сельский совет (укр. Новоолександрівська сільська рада) — входит в состав
Кременского района
Луганской области
Украины.

## Населённые пункты совета
- с. Новоалександровка

## Адрес сельсовета
92910, Луганська обл., Кремінський р-н,
с. Новоолександрівка, вул. Школьна, 1д; тел. 99-7-42  (укр.)